# Gustaf Åberg (konstnär)
Gustaf Oscar Åberg, född 21 november 1854 i Malmö, död 26 december 1877 i Stockholm, var en svensk målare och tecknare.
Han var son till affärsmannen Anders Åberg och Emelie Cecilia Lindgren. Efter avlagd mogenhetsexamen skrevs Åberg in vid Lunds universitet 1874 men redan året därpå  begav han sig till Stockholm för att studera konst vid Konstakademien. Samtidigt med sina akademistudier var han elev vid Edvard Perséus privata målarskola och deltog i skolans sommarkurs i Mariefred 1876. På grund av en blindtarmsinflammation som på den tiden inte kunde opereras avled han 1877. Under de tre år han var verksam som konstnär var han mycket produktiv med målningar i olja och blyertsteckningar. Åberg finns representerad vid Malmö museum och Ystads konstmuseum. Han är begravd på Gamla kyrkogården i Malmö.